# Closure/Continuation
Closure/Continuation è l'undicesimo album in studio del gruppo musicale britannico Porcupine Tree, pubblicato il 24 giugno 2022 dalla Music for Nations e dalla Sony Music.

## Tracce
1. Harridan – 8:09 (Gavin Harrison, Steven Wilson)
2. Of the New Day – 4:43 (Steven Wilson)
3. Rats Return – 5:40 (Gavin Harrison, Steven Wilson)
4. Dignity – 8:22 (Richard Barbieri, Steven Wilson)
5. Herd Culling – 7:02 (Richard Barbieri, Gavin Harrison, Steven Wilson)
6. Walk the Plank – 4:26 (Richard Barbieri, Steven Wilson)
7. Chimera's Wreck – 9:40 (Gavin Harrison, Steven Wilson)

Tracce bonus nell'edizione deluxe digitale
1. Population Three – 6:51 (Gavin Harrison, Steven Wilson)
2. Never Have – 5:07 (Steven Wilson)
3. Love in the Past Tense – 5:49 (Gavin Harrison, Steven Wilson)

Contenuto bonus nell'edizione deluxe
- CD 2

1. Population Three – 6:51 (Gavin Harrison, Steven Wilson)
2. Never Have – 5:07 (Steven Wilson)
3. Love in the Past Tense – 4:43 (Gavin Harrison, Steven Wilson)
4. Harridan (Instrumental) – 8:09 (Gavin Harrison, Steven Wilson)
5. Of the New Day (Instrumental) – 4:43 (Steven Wilson)
6. Rats Return (Instrumental) – 5:40 (Gavin Harrison, Steven Wilson)
7. Dignity (Instrumental) – 8:22 (Richard Barbieri, Steven Wilson)
8. Herd Culling (Instrumental) – 7:02 (Richard Barbieri, Gavin Harrison, Steven Wilson)
9. Walk the Plank (Instrumental) – 4:26 (Richard Barbieri, Steven Wilson)
10. Chimera's Wreck (Instrumental) – 9:40 (Gavin Harrison, Steven Wilson)

- BD – 96/24 High Resolution Stereo, 5.1 Surround Sound & Dolby Atmos Surround Sound

1. Harridan – 8:09 (Gavin Harrison, Steven Wilson)
2. Of the New Day – 4:43 (Steven Wilson)
3. Rats Return – 5:40 (Gavin Harrison, Steven Wilson)
4. Dignity – 8:22 (Richard Barbieri, Steven Wilson)
5. Herd Culling – 7:02 (Richard Barbieri, Gavin Harrison, Steven Wilson)
6. Walk the Plank – 4:26 (Richard Barbieri, Steven Wilson)
7. Chimera's Wreck – 9:40 (Gavin Harrison, Steven Wilson)

## Formazione
Gruppo
- Richard Barbieri – tastiera, sintetizzatore
- Gavin Harrison – batteria, percussioni
- Steven Wilson – voce, chitarra (eccetto traccia 6),[2] basso, tastiera

Altri musicisti
- Lisen Rylander Love – campionamento vocale (traccia 4)
- Suzanne Barbieri – campionamento vocale (traccia 4)

Produzione
- Richard Barbieri – produzione
- Gavin Harrison – produzione, missaggio batteria
- Steven Wilson – produzione, missaggio
- Paul Stacey – registrazione aggiuntiva della chitarra
- Ed Scull – ingegneria del suono

## Successo commerciale
Closure/Continuation ha rappresentato il più grande successo commerciale nella carriera dei Porcupine Tree, debuttando in vetta nella Offizielle Deutsche Charts tedesca e nella Dutch Charts olandese. Nel Regno Unito si è invece fermato alla seconda posizione della Official Albums Chart dietro a Harry's House di Harry Styles, dominando tuttavia nelle sottoclassifiche Official Downloads Chart, Official Physical Chart e Official Vinyl Chart, oltre a quella scozzese.

## Classifiche

### Classifiche settimanali
| Classifiche (2022)         | Posizione massima |
| -------------------------- | ----------------- |
| Australia                  | 13                |
| Austria                    | 4                 |
| Belgio (Fiandre)           | 11                |
| Belgio (Vallonia)          | 3                 |
| Canada                     | 76                |
| Danimarca                  | 20                |
| Finlandia                  | 2                 |
| Francia                    | 24                |
| Germania                   | 1                 |
| Irlanda                    | 42                |
| Italia                     | 4                 |
| Norvegia                   | 25                |
| Nuova Zelanda              | 24                |
| Paesi Bassi                | 1                 |
| Polonia                    | 5                 |
| Portogallo                 | 7                 |
| Regno Unito                | 2                 |
| Regno Unito (rock & metal) | 1                 |
| Svezia                     | 13                |
| Svizzera                   | 1                 |

### Classifiche di fine anno
| Classifica (2022) | Posizione |
| ----------------- | --------- |
| Germania          | 84        |